# Oncocnemis regina
Oncocnemis regina là một loài bướm đêm trong họ Noctuidae.